# وولکه هینبارت
وولکه هینبارت (آلمانی: Wolke Hegenbarth؛ زادهٔ ۶ مهٔ ۱۹۸۰) هنرپیشه اهل آلمان است.